# Oospila pallidaria
Oospila pallidaria är en fjärilsart som beskrevs av William Schaus 1898. Oospila pallidaria ingår i släktet Oospila och familjen mätare. Inga underarter finns listade i Catalogue of Life.